# Puig des Milá
Der Puig des Milá ist mit 477 Metern Höhe ein Berg der spanischen Baleareninsel Mallorca. Geologisch gehört er zum Puig de Sant Salvador.

## Lage und Beschreibung
Er liegt im Gemeindegebiet von Felanitx, im Süden der Insel.
Von Puig des Milá hat man eine ausgezeichnete Aussicht nach Norden, Westen und Osten, somit über fast die ganze Insel von Mallorca. Im Süden blickt man auf das Santuari de Sant Salvador.

## Creu des Picot
Auf dem Puig des Milá steht das Creu des Picot, ein weithin sichtbares Steinkreuz, etwa 14 Meter hoch, das 1957 errichtet wurde. Die spanische Inschrift lautet: "cermans aouests bracós sempre oberts per a tothom (Den Brüdern die Arme offen bereit halten stets für alles, 25. August 1957)."
Es ersetzte zwei frühere, die durch Witterung und Stürme zerstört worden waren. Das erste Kreuz aus Holz wurde gegen Ende des 19. Jahrhunderts errichtet. Das zweite Kreuz aus Metall hatte eine Höhe von 11 Metern bestand zwischen 1927 und 1951.